# Pronudiphora
Pronudiphora är ett släkte av tvåvingar. Pronudiphora ingår i familjen puckelflugor.
Kladogram enligt Catalogue of Life:
| Pronudiphora | \| \| Pronudiphora coxoloba \| \| \| \| \| \| Pronudiphora nanocoxoloba \| \| \| \| |
|              | \| \| Pronudiphora coxoloba \| \| \| \| \| \| Pronudiphora nanocoxoloba \| \| \| \| |
|              | Pronudiphora coxoloba                                                               |
|              |                                                                                     |
|              | Pronudiphora nanocoxoloba                                                           |
|              |                                                                                     |